# Grup Lacetània
El Grup Lacetània fou una entitat cultural fundada a Igualada l'any 1960 i dissolta l'any 1966. L'associació va aprofitar l'aixopluc de l'església per organitzar reunions sobre la llengua i història catalanes, de filosofia, d'arts escènics, de música… amb obertura tant als referents clàssics com d'avantguarda. La seva actuació va permetre connectar la ciutat d'Igualada al moviment de recuperació de la cultura catalana als anys 1960.
A més de les conferències setmanals a la rectoria, organitzava exposicions, concerts de música, cursos de llengües: català, esperanto, anglès, italià i alemany. Va trobar el seu origen en un curs de català que es donava a la rectoria, al qual a poc a poc s'hi van introduir temes de cultura general. Pous va proposar el nom de Lacetània en record dels antics habitants de la zona, els lacetans. La participació femenina en aquesta època era prou inhabitual.
Els primers membres van ser Pius Morera i Prat, el seu germà Josep Morera i Prat i uns amics, Remigi Combalia, Manuel Vidal i Pere Bas, fill de l'estamper Pere Bas i Vich. Van ser un grup de joves que va remoure el món cultural igualadí sota el mestratge d'Antoni Pous i Argila, vicari de la parròquia de Santa Maria d'Igualada, i d'on sortiren un conjunt de personalitats de relleu, entre les quals es troben, a més dels ja esmentats, Magí Puig, Assumpta Sagristà, Anna Maria Vaqués, Jordi Savall, David Padrós, Josep Maria Torras i Ramon Cotrina. Va publicar la revista Textos i quatre monografies en la col·lecció Quaderns del Lacetània.